# Formazione di San Giovanni Bianco

## Descrizione e ambiente sedimentario

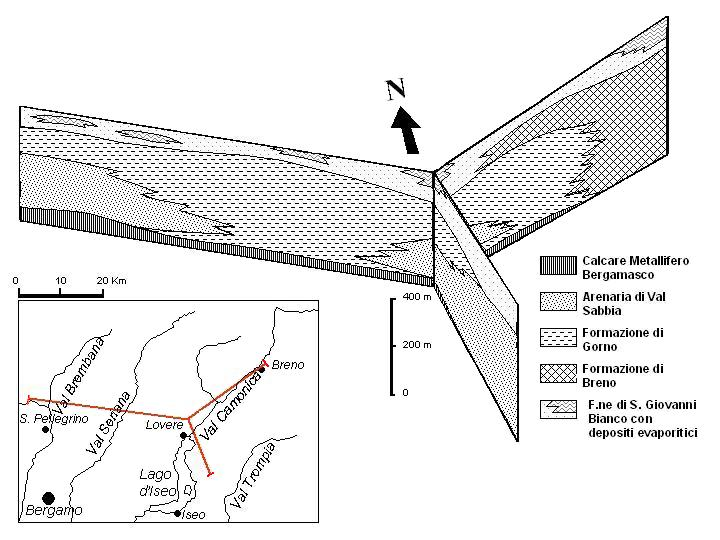
Schema stratigrafico del Carnico in Lombardia orientale. Da Assereto e Casati (1965); modificato. Scala verticale indicativa.

La formazione di San Giovanni Bianco è una formazione geologica di età carnica.
È formata da argilliti verdi alternate a dolomie marnose da grigio-giallastre a nere, che rappresenta il punto terminale della fase regressiva. Tale unità, insieme all'Arenaria di Val Sabbia ed al Calcare metallifero bergamasco, appartenenti al “Gruppo di Raibl” (Raibler Schichten), è indicativa di un ritorno a condizioni ambientali più uniformi, con il prevalere di depositi alluvionali e peritidali, localmente evaporitici.